# Henderson Land Development
Henderson Land Development Co. Ltd., kurz hld (chinesisch 恒基兆業地產有限公司 / 恒基兆业地产有限公司, kurz 恒地) ist ein Immobilienunternehmen in Hongkong. Die Aktien des Unternehmens werden seit 1981 unter dem Kürzel 0012 an der Hong Kong Stock Exchange notiert und sind Bestandteil des Hang Seng Indexes. An der Tokioter Börse sind die Aktien unter dem Kürzel 8990 notiert.
Die wichtigsten Tätigkeitsbereiche des Unternehmens sind Finanzierung, Bau, Verkauf, Vermietung und Betrieb von Wohn-, Büro-, Industrie- und Einzelhandelsimmobilien, Immobilienanlagen, Projektmanagement, Bau und Betrieb von Hotels, Betrieb von Kaufhäusern und Infrastrukturdienstleistungen (Reinigung, Bewachung, IT-Dienstleistungen u. a.) Das Unternehmen ist vorwiegend in Hongkong, aber auch in anderen Teilen Chinas tätig.

Das Unternehmen wird von Dr. Lee Shau Kee geführt, dem zum 30. Juni 2005 etwa 61,88 % des Aktienkapitals der Firma gehörten.
Im Jahre 2005 betrug der
- Nettoinventarwert (Net Asset Value) des Unternehmens 66,698980 Mrd. HKD bzw. 6,472 Mrd. Euro
- Umsatz (Revenue) 5,833 Mrd. HKD bzw. 565,98 Mio. Euro
- Nettogewinn (Net Profit) 10,853521 Mrd. HKD bzw. 1,053 Mrd. Euro
- Betriebsgewinn (Operating Income) 1,763 Mrd. HKD bzw. 171,06 Mio. Euro.

Die Henderson Investment Ltd. ist eine Tochterfirma der Henderson Land Development, Henderson Investment ist an folgenden Unternehmen beteiligt:
- Gasversorgung Hongkong (37,15 %)
- Miramar Hotel and Investment Co, Ltd (44,21 %)
- Hong Kong Ferry (31,33 %)